# Vitas Vasiliauskas

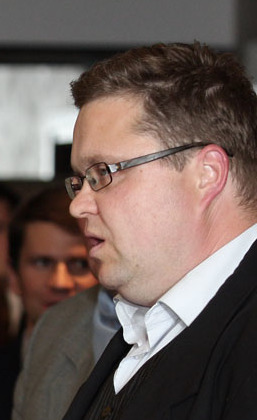
Vitas Vasiliauskas

Vitas Vasiliauskas (* 15. Juni 1973 in Kaunas, Litauen) ist ein litauischer Jurist, Vorstandsvorsitzender der Lietuvos bankas (ab April 2011), ehemaliger Rechtsanwalt von „LAWIN Lideika, Petrauskas, Valiūnas ir partneriai“ und stellvertretender Finanzminister Litauens.

## Leben
Nach dem Abitur von 1980 bis 1991 an der 4. Mittelschule Kaunas absolvierte Vasiliauskas das Diplomstudium Rechtswissenschaften von 1991 bis 1996 und von 1997 das Promotionsstudium an der Rechtsfakultät der Universität Vilnius. Am 11. Juni 2004 promovierte er zum Thema „Bedeutung des Gerichtspräzedenzfalls im römisch-germanischen Rechtssystem“ („Teisminio precedento reikšmė romanų – germanų teisinėje sistemoje“) und war seit 2004 als Lektor am Lehrstuhl der Rechtsgeschichte und Rechtstheorie tätig. Von 1997 bis 2004 war er als Assistent tätig. Von 2004 bis 2009 war er Lektor am Lehrstuhl des Verfassungs- und Verwaltungsrechts und seit 2010 am Lehrstuhl für Öffentliches Recht.
Von 1995 bis 1997 war er an der Litauischen staatlichen Steuerinspektion als Obersteuerinspektor, von 1998 bis 2001 Direktor der Abteilung für Steuern des Finanzministeriums, von 2001 bis 2004 stellvertretender Finanzminister Litauens und von 2004 bis April 2011 Jurist sowie Rechtsanwalt der Kanzlei des Wirtschaftsrechts „Lideika, Petrauskas, Valiūnas ir partneriai LAWIN“. Ab dem 16. April 2011 leitet er die Litauische Bank als Vorstandsvorsitzender.
Von März 2009 bis Juni 2009 leitete er das Wahlbüro von Dalia Grybauskaitė während der Wahlen zum litauischen Präsidenten.
Vasiliauskas ist verheiratet und hat mit Frau Rasa Vasiliauskienė (* 1973), Juristin, drei Kinder.
Vasiliauskas spricht englisch, deutsch und russisch.